# Hollywood (pel·lícula de 1923)
Hollywood és una pel·lícula muda nord-americana estrenada el 19 d'agost de 1923 que constitueix una sàtira de la colònia d'actors que hi havia a Hollywood en aquell moment. Va ser dirigida per James Cruze, a partir d'un guió de Frank Condon i Thomas J. Geraghty i produïda per la Paramount Pictures. La pel·lícula es va fer famosa perquè més de 50 estrelles de Hollywood van intervenir-hi fent un cameo interpretant-se a si mateixes. Es considera una pel·lícula perduda.

## Argument

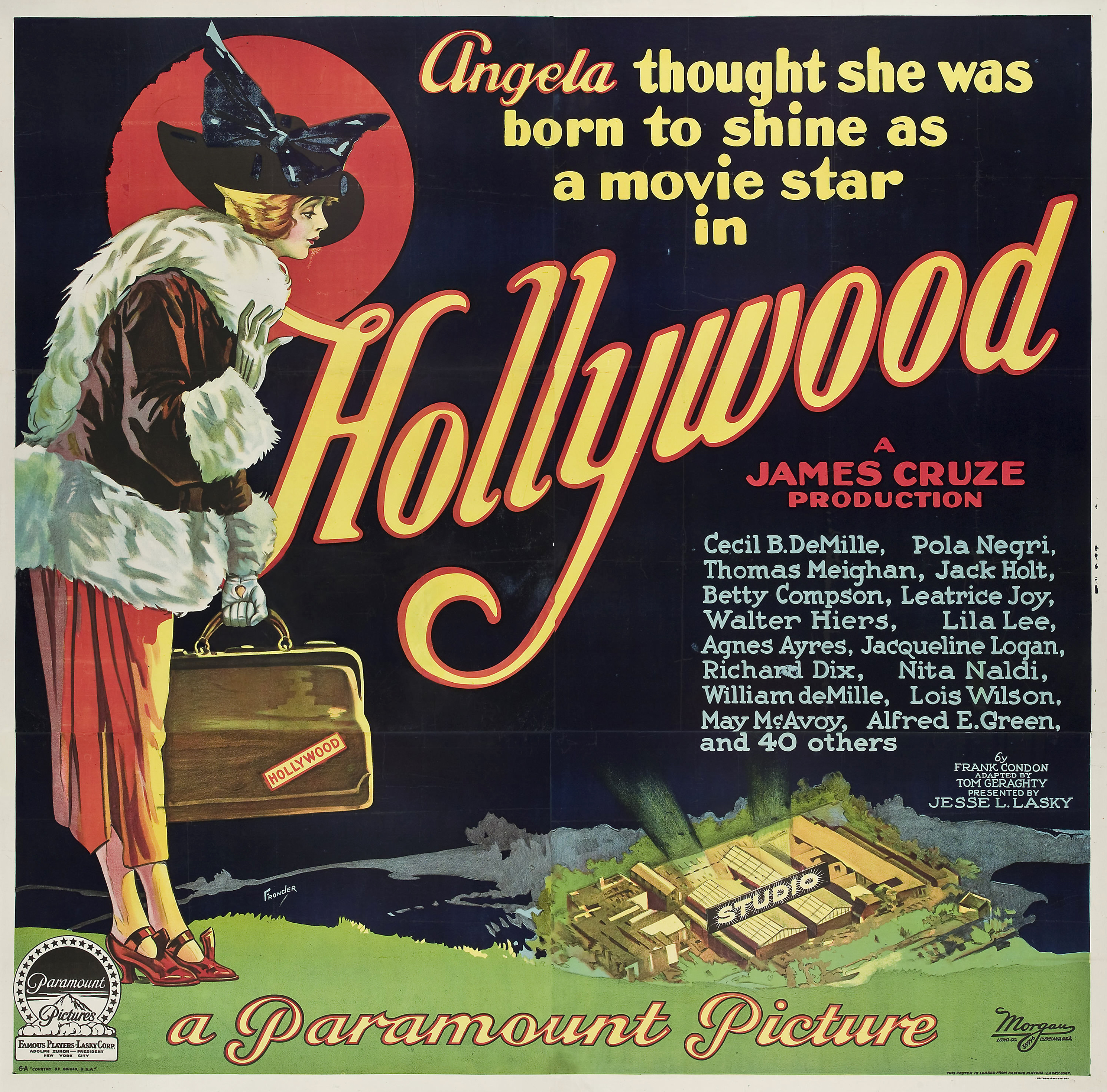
Pòster de la pel·lícula

L'Angela Whitaker i el seu avi Joel visiten Hollywood, ella per entrar en el món del cinema I ell per recuperar la seva salut. Al poble, Centerville, deixen l'àvia, el germà, la tieta i el xicot Lem. Una vegada allà, l'Angela troba estrelles de cinema a cada cantonada i malgrat que es presenta a tots els càstings de la ciutat, al final del dia no ha aconseguit que ningú la contracti. Per desesperació seva, quan arriba a l'hotel s'entera que a l'avi l'han contractat per a una pel·lícula de William DeMille i en poques setmanes esdevé una estrella. Lem, quan s'assabenta del debut de Joel marxa, juntament amb la resta de la família, cap a Hollywood per tal de rescatar Angela de les males influències de la ciutat. Una vegada allà, tots ells, fins i tot el lloro, també són contractats i coneixen moltes celebritats de la pantalla. El somni d'Angela s'esbaeix quan després de casar-se amb Lem i donar a llum a bessons, Doug i Mary (clara referència al matrimoni de Douglas Fairbanks i Mary Pickford) ells també apareixen a la pantalla.

## Repartiment
- Hope Drown (Angela Whitaker)
- Luke Cosgrave (Joel Whitaker)
- George K. Arthur (Lem Lefferts)
- Ruby Lafayette (àvia Whitaker)
- Harris Gordon (Dr. Luke Morrison)
- Bess Flowers (Hortense Towers)
- Eleanor Lawson (Margaret Whitaker)
- King Zany (Horace Pringle)

### Llista de cameos
- Roscoe Arbuckle
- Gertrude Astor
- Mary Astor
- Agnes Ayres
- Baby Peggy
- T. Roy Barnes
- Noah Beery
- William Boyd
- Clarence Burton
- Robert Cain
- Charles Chaplin
- Edythe Chapman
- Betty Compson
- Ricardo Cortez
- Bebe Daniels
- Cecil B. DeMille
- William C. DeMille
- Richard Dix
- Charles de Rochefort
- Helen Dunbar
- Snitz Edwards
- Douglas Fairbanks
- Dot Farley
- Julia Faye
- James Finlayson
- Alec B. Francis
- Sid Grauman
- Alfred E. Green
- Alan Hale Sr.
- Hope Hampton
- William S. Hart
- Gale Henry
- Walter Hiers
- Jack Holt
- Leatrice Joy
- Mayme Kelso
- J. Warren Kerrigan
- Theodore Kosloff
- Lila Lee
- Lillian Leighton
- Jacqueline Logan
- Jeanie MacPherson
- Hank Mann
- May McAvoy
- Robert McKim
- Thomas Meighan
- Bull Montana
- Owen Moore
- Nita Naldi
- Pola Negri
- Anna Q. Nilsson
- Charles Ogle
- Guy Oliver
- Jack Pickford
- Mary Pickford
- ZaSu Pitts
- Wallace Reid
- Charles Reisner
- Fritzi Ridgeway
- Dean Riesner
- Will Rogers
- Ford Sterling
- Anita Stewart
- Gloria Swanson
- Estelle Taylor
- Ben Turpin
- Bryant Washburn
- Laurence Wheat
- Lois Wilson

## Producció
La pel·lícula era una repetició en format de llargmetratge del curt que havia rodat la productora l'any anterior “A Trip to Paramountown”. En aquest cas, hi apareixien tantes estrelles del cinema en cameos que el director James Cruze va cercar com a protagonistes actors de teatre completament desconeguts. L'escollida va ser Hope Drown i aquesta és l'única pel·lícula en que es coneix va participar. La pel·lícula va suposar la primera aparició en dos anys de Roscoe "Fatty" Arbuckle que havia vist arruïnada la seva carrera arran de l'escàndol de la mort de Virginia Rappe. La seva aparició constituïa un dels moments tristos de la pel·lícula, ja que interpretava un actor sense feina del que ni es mencionava el nom. Tot i les esperances depositades, no va aconseguir rellançar la carrera de l'actor. De fet, la pel·lícula es va estrenar en mig d'una sèrie d'escàndals de diferents estrelles de la Paramount com el suïcidi d'Olive Thomas, l'assassinat del director William Desmond Taylor, la mort per sobredosi de Wallace Reid o els judicis per violació i assassinat d'Arbuckle i ha estat interpretada com un reeixit exercici de reconciliació amb el públic de la Paramount. Per tal de justificar la presència de diferents actors i actrius que es localitzaven a Nova York, Cruze va fer construir una estació sencera de tren a l'estudi Astoria de la Paramount i hi va filmar un episodi en el que apareixien Thomas Meighan, Hope Hampton, Lila Lee, Agnes Ayres, Mary Astor, Will Rogers.